# Orlando Gortzitza
Wilhelm Orlando Gortzitza (* 9. November 1811 in Neidenburg, Masuren; † 25. Februar 1889) war ein deutscher Lehrer und Abgeordneter im Preußischen Abgeordnetenhaus.

## Leben

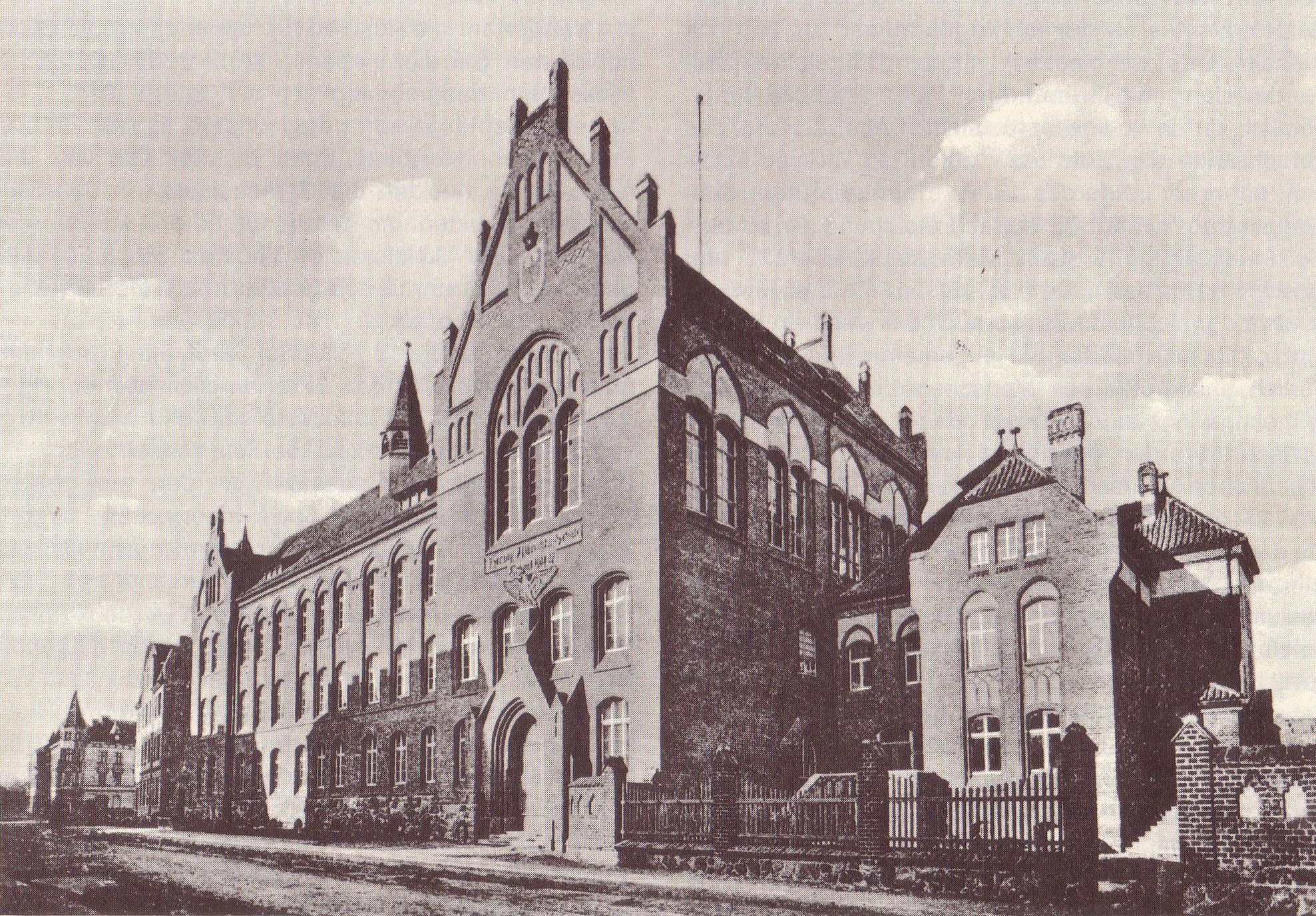
Das Gymnasium in Rastenburg

Gortzitza besuchte die Herzog-Albrechts-Schule in Rastenburg. Nach dem Abitur studierte er Evangelische Theologie und Philologie an der Albertus-Universität Königsberg. Im Juni 1830 gehörte er zu den Stiftern des Corps Masovia. 1844 wurde er Oberlehrer an seinem früheren Gymnasium in Rastenburg. Später war er bis 1880 Gymnasialprofessor am Kgl. Gymnasium Lyck. Von den Gymnasien in Rastenburg und Lyck kamen jeweils 240 Mitglieder der Masovia. Von 1860 bis 1866 saß er im Preußischen Abgeordnetenhaus (Wahlkreis 5, 2 / Gumbinnen 5: von Vincke – Wahlkreis 5, 3 / Gumbinnen 5: Behrend – Wahlkreis 6 / Gumbinnen 5: Fortschritt/Kellner – Wahlkreis 7–8 / Gumbinnen 5: Fortschritt).

## Schriften
- Ueber die Aussprache der neuhochdeutschen Konsonanten. Schulschrift, Lyck 1841. Google-Books
- Im Evangelischen Gesangbuch ist unter der Nr. 513 das Lied Das Feld ist weiß abgedruckt, dessen Strophen 1, 2, 4 und 5 er aus dem Masurischen übersetzt hat.